# Klara badinrättning

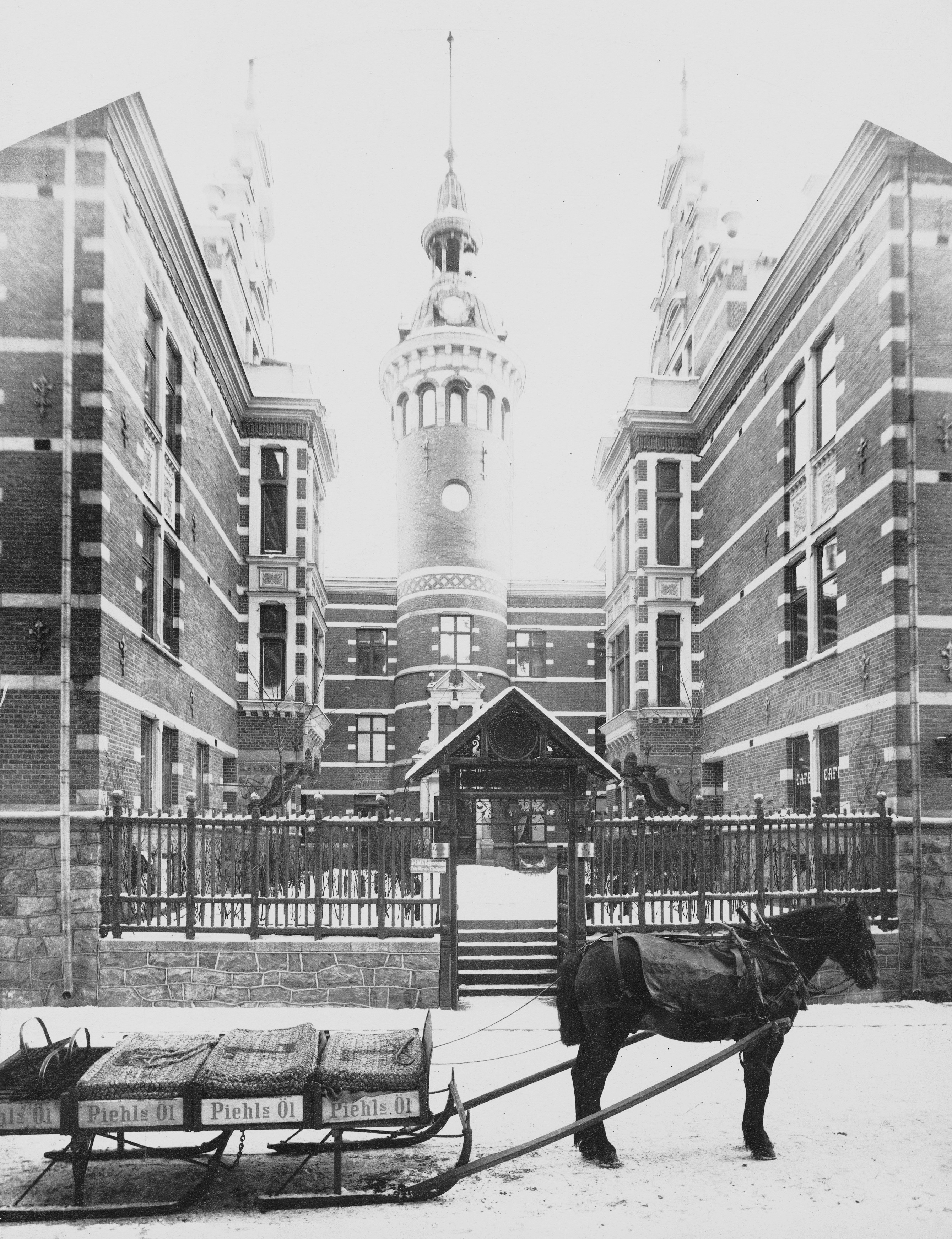
Klara badinrättning vid Gamla Kungsholmsbrogatan 41

Klara badinrättning, till en början benämnd Kungsholms badinrättning, var ett bad i kvarteret Braxen vid Gamla Kungsholmsbrogatan 41 på Norrmalm i Stockholm. 

## Historik
Badet inrättades 1884 men de första åren för verksamheten var svåra ekonomiskt. Den dåvarande ägaren valde i slutet av 1880-talet att satsa sig ur krisen genom en ombyggnad. Han kontaktade Wilhelm Klemming som arbetat som ritare på arkitekterna Isaeus och Sandahls kontor och där tidigt sysselsatt sig med ritningarna till Sturebadet. Klemming hade ingen egentlig arkitektutbildning då han avbrutit studierna efter att ha ansett dem torra och ointressanta. Istället hade han läst vid Tekniska skolan med dess mer praktiska inriktning. 
Klemming kom snart att leda bygget själv efter sina ritningar. Byggkassan sinade dock och ägaren fann för gott att fly till USA ifrån den förestående konkursen. Då Klemming hade en fordran i badet ropade han själv in detsamma på exekutiv auktion och blev dess direktör. Med ny ledning och om- och tillbyggnader ökade badets betydelse under de följande åren. Den tekniska utrustningen kom från W. Wiklunds Metallfabrik som hade sin verksamhet mittemot på Gamla Kungsholmsbrogatan 42–44.
Anstalten hade 59 karbadrum med avklädningshytter, för tiden brukligt indelade i tre klasser. 1:a och 2:a klass klasserna hade dessutom varmluftbad med dusch och bassäng. Till den senare hade även kvinnor tillträde två dagar i veckan. Vattnet kom från stadens vattenledningar och försörjde upp till 1 200 badande om dagen. Klemming lyckades vända resultatet till vinst. Han marknadsförde badet med stadens första elektriska ljusreklam.
I början av 1900-talet tvingades Klemming sälja badet till Statens Järnvägar som behövde marken för en utökning av bangården kring Stockholms centralstation. Wilhelm Klemming ritade och byggde då Klara Nya Badinrättning på Drottninggatan 88, som senare gick under namnet Centralbadet.